# 김낙년

김낙년(金洛年, 1957년 1월 12일~)은 대한민국의 경제학자이다. 제20대 한국학중앙연구원 원장(2024. 7.~)이다. 한국 소득불평등 연구의 권위자이다.  
1981년 서울대 경제학과를 졸업했고, 이후 일본 도쿄대학교 대학원 경제학과를 졸업했다. 1993년 도쿄대에서 경제학 박사학위를 받았다. 1982년부터 한국개발연구원 연구원으로 일했고, 1993년부터 동국대학교 경제학과 조교수, 부교수를 거쳐 교수로 일했다. 낙성대경제연구소 소장을 맡았다.
2024년 7월 29일 제20대 한국학중앙연구원 원장(임기 3년)에 취임하였다.

## 저서
- (새로운)한국경제발전사(2005, 나남출판사)
- 해방 전후사의 재인식(2006, 책세상)
- 식민지기 조선의 국민경제계산 1910∼1945(2008, 도쿄대)
- 한국의 장기 통계(전 2권)(共)(2018, 도서출판 해남)

## 같이 보기
- 식민지 근대화론
- 반일 종족주의